# Limau Manis (Bunguran Timur Laut)
Limau Manis is een bestuurslaag in het regentschap Natuna van de provincie Riau-archipel, Indonesië. Limau Manis telt 674 inwoners (volkstelling 2010).